# Station Avonmouth
Avonmouth is een station van National Rail in Avonmouth, Bristol in Engeland. Het station is eigendom van Network Rail en wordt beheerd door Great Western Railway. 